# Jagdfliegerführer Oberitalien
Jagdfliegerführer Oberitalien war ab dem 4. Juli 1943 die Bezeichnung einer Dienststellung bzw. einer Kommandobehörde auf Brigadeebene der deutschen Luftwaffe im Zweiten Weltkrieg. Ihre Hauptaufgabe war die Luftraumverteidigung gegen westalliierte Einflüge nach Italien.

## Geschichte
Die Kommandobehörde des Jagdfliegerführer Oberitalien wurde am 4. Juli 1943 im italienischen Bologna-Pontecchio aufgestellt. In dieser Zeit war Italien, seit dem 27. September 1940 über den Dreimächtepakt mit dem Deutschen Reich verbündet. Sie führte die Tagjagdverbände die in Italien stationiert waren und nahm die Luftraumverteidigung in diesem Bereich wahr. Das Einsatzgebiet umfasste den gesamten italienischen Raum der noch nicht von den Westalliierten im Italienfeldzug befreit war.
Die Kommandobehörde war bei ihrer Aufstellung der Luftflotte 2 unterstellt. Ab September 1944 erhielt sie ihre Befehle vom Kommandierenden General der Deutschen Luftwaffe in Italien. Am 2. Mai 1945, nach der bedingungslosen Kapitulation der Wehrmacht in Italien, wurde sie aufgelöst.

## Jagdfliegerführer
| Dienstgrad     | Name                          | Datum                                  |
| -------------- | ----------------------------- | -------------------------------------- |
| Oberst         | Günther Freiherr von Maltzahn | 5. Oktober 1943 bis 27. September 1944 |
| Oberstleutnant | Eduard Neumann                | 27. September 1944 bis Oktober 1944    |
| Oberst         | Günther Lützow                | Oktober 1944 bis Januar 1945           |
| Oberst         | Eduard Neumann                | Januar 1945 bis April 1945             |
| Major          | Hans von Hahn                 | April 1945 bis 29. April 1945          |